# لیندا مارلو
لیندا مارلو (انگلیسی: Linda Marlowe؛ زادهٔ ۲۶ ژوئیهٔ ۱۹۴۰) هنرپیشه اهل استرالیا است. وی از سال ۱۹۶۰ میلادی تاکنون مشغول فعالیت بوده‌است.
از فیلم‌ها یا برنامه‌های تلویزیونی که وی در آن نقش داشته‌است می‌توان به بندزن خیاط سرباز جاسوس اشاره کرد.